# 室女座ξ
室女座ξ，又名BD+09 2545，HD 102124、SAO 119029、HR 4515，是室女座的一颗恒星，视星等为4.85，位于銀經260.18，銀緯65.48，其B1900.0坐标为赤經11h 40m 7.7s，赤緯+8° 65.48′ 51″。